# Puente Martin Luther King (San Luis)
El puente Martin Luther King (anteriormente conocido como el Puente de los Veteranos) es un puente de celosía en voladizo en San Luis, en el estado de Misuri (Estados Unidos). Mide unos 1219 m de longitud total a través del río Misisipi, y conecta San Luis con San Luis Este, en el estado de Illinois. Inaugurado en 1951, el puente sirve para aliviar el tráfico que conecta las autopistas concurrentes de la Interestatal 55, la Interestatal 64 y la U.S. Ruta 40 con las calles del centro de San Luis. Se le cambió el nombre en 1968 tras el asesinato de Martin Luther King.

## Historia
El puente se construyó sobre el río Misisipi en 1951 como el Puente Memorial de los Veteranos para aliviar la congestión en el Puente MacArthur hacia el sur. Construido como puente de peaje, era propiedad de la ciudad de East San Luis. En un momento, llevó la U.S. Ruta 40 y la U.S. Ruta 66 a través del río. En 1967, el puente se deterioró después de que se completó el puente (gratuito) de Poplar Street ; el tráfico se trasladó al nuevo puente, lo que resultó en una disminución de los ingresos por peaje necesarios para el mantenimiento.
Eventualmente, la propiedad se transfirió a los departamentos de Transporte de Misuri e Illinois. El puente recibió el nombre de Martin Luther King Jr. en 1968, después del asesinato del líder nacional de los derechos civiles en abril de 1968 en Memphis. En 1987, los estados eliminaron el peaje para cruzar el puente. A fines de la década de 1980, se llevó a cabo un proyecto biestatal por alrededor de 24 millones de dólares para renovar el puente, a instancias de los líderes cívicos y gubernamentales locales. En la primavera de 1989, se reabrió el puente reconstruido. En junio de 1990, la Autoridad Portuaria de San Luis completó la iluminación del puente. En el siglo XXI, se considera un contribuyente importante para satisfacer las necesidades de transporte de la región y mejorar el ambiente de la histórica ribera de San Luis.
El 12 de octubre de 2009, el puente se cerró para reducir la antigua configuración de cuatro carriles a tres carriles más anchos, instalar una membrana impermeabilizante sobre la superficie del puente Puente Martin Luther King para reabrir temprano después de las reparaciones - KTVI e instalar un barrera de hormigón para separar el tráfico en dirección este del tráfico en dirección oeste. Durante los seis años anteriores, se habían producido 38 accidentes graves, incluidos varios con víctimas mortales. El proyecto de 1,4 millones de dólares tenía como objetivo eliminar estas colisiones frontales en el futuro. El puente reabrió el 21 de octubre de 2009.
Después de que se inauguró el nuevo puente Stan Musial Veterans Memorial en febrero de 2014 a través del río, el volumen de tráfico diario en el puente King había disminuido en un 40 % en abril de 2014 a 12 700 diarios. Este fue uno de los objetivos de la construcción del nuevo puente: distribuir el tráfico más ampliamente entre los puentes y las vías asociadas, mejorando los patrones de tráfico.
En octubre de 2018, el puente se cerró a todo el tráfico para permitir que se llevara a cabo un extenso proyecto de rehabilitación. Entre otras cosas, este proyecto reemplazaría la superficie de la cubierta y colocaría una nueva capa de pavimento en la calzada, además de reemplazar los tramos de acceso oriental muy deteriorados y volver a pintar todo el puente. Originalmente, se esperaba que el puente reabriera al tráfico en enero de 2019. Sin embargo, debido a las inundaciones, la fecha de reapertura se retrasó hasta el verano de 2020. El puente finalmente reabrió el 19 de agosto de 2020.

## Galería

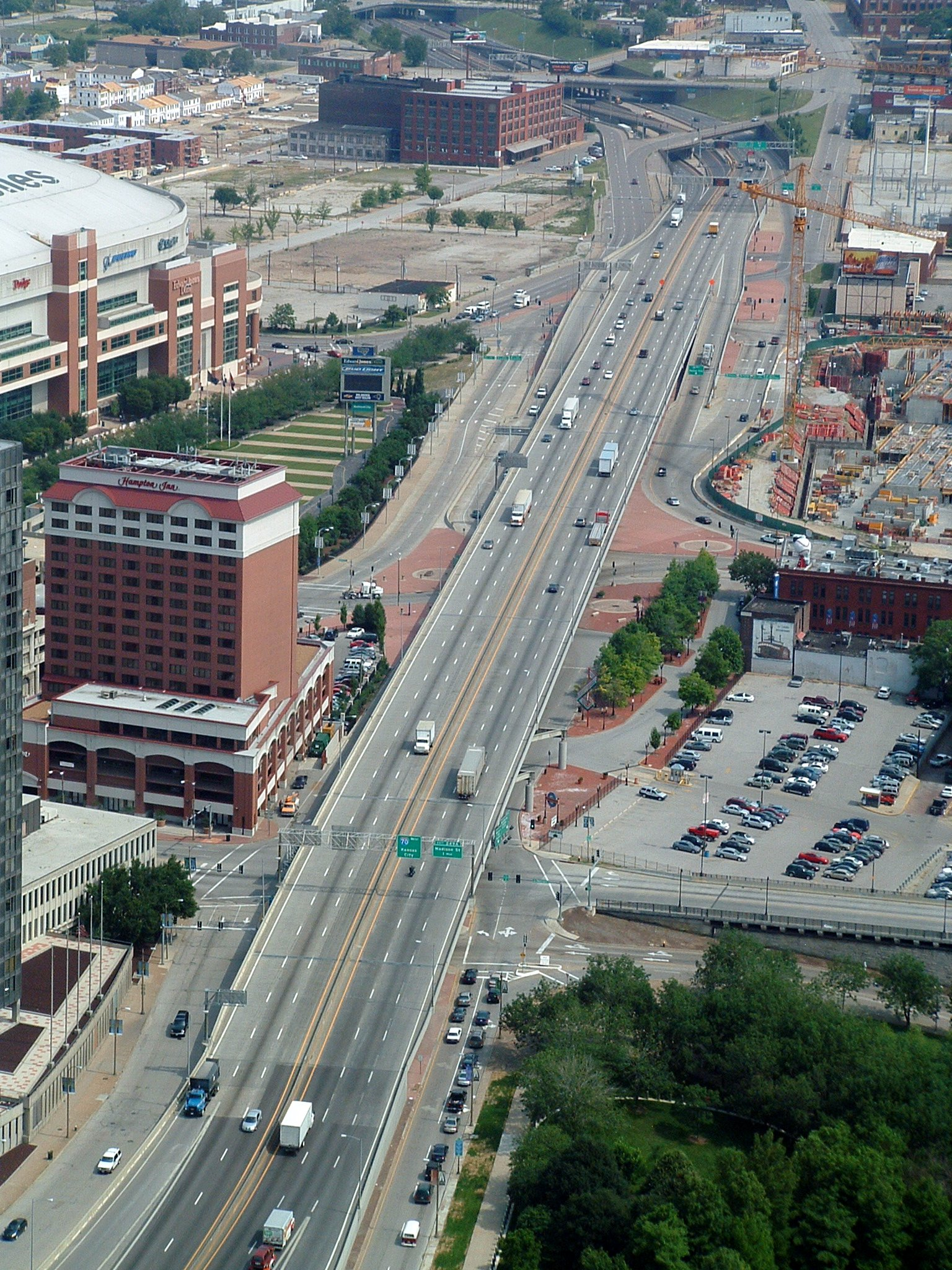
Vista desde la Interestatal 44
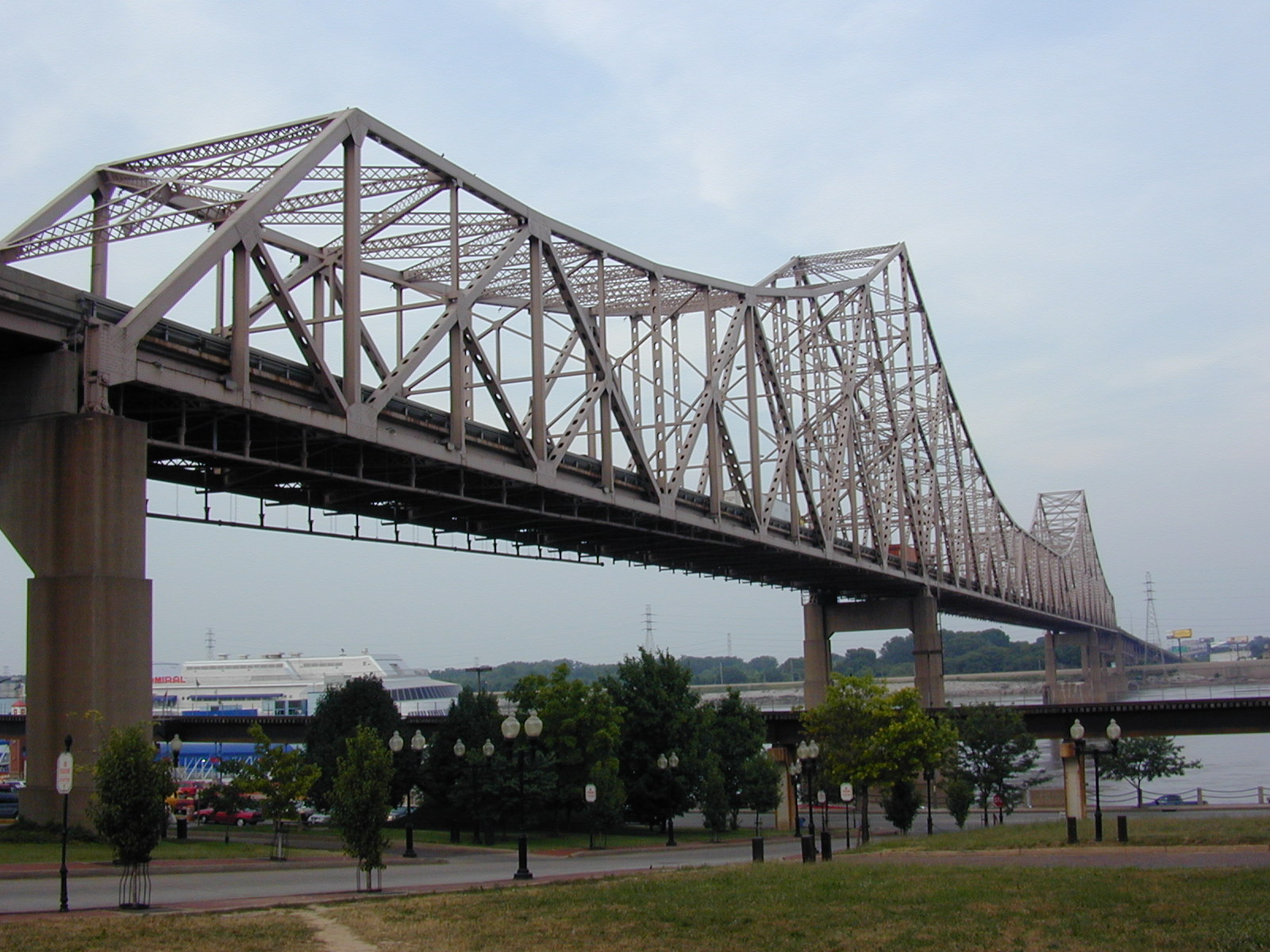
El Puente Martin Luther King Jr.